# French Open 2018
Die 117. French Open waren ein Grand-Slam-Tennisturnier, das zwischen dem 27. Mai und dem 10. Juni 2018 in Paris im Stade Roland Garros stattfand.
Titelverteidiger im Einzel waren Rafael Nadal bei den Herren sowie Jeļena Ostapenko bei den Damen. Im Herrendoppel waren dies Ryan Harrison und Michael Venus, im Damendoppel Bethanie Mattek-Sands und Lucie Šafářová und im Mixed Gabriela Dabrowski und Rohan Bopanna.
Sieger im Mixed wurden Latisha Chan und Ivan Dodig.

## Preisgeld
Das Preisgeld betrug 39.197.000 Euro, was einem Anstieg von etwa 9 % gegenüber dem Vorjahr entsprach.
| Erreichte Runde | Einzel      | Doppel*   | Mixed*    |
| --------------- | ----------- | --------- | --------- |
| Sieg            | 2.200.000 € | 560.000 € | 120.000 € |
| Finale          | 1.120.000 € | 280.000 € | 60.000 €  |
| Halbfinale      | 560.000 €   | 139.000 € | 30.000 €  |
| Viertelfinale   | 380.000 €   | 76.000 €  | 17.000 €  |
| Achtelfinale    | 222.000 €   | 41.000 €  | 9.500 €   |
| Dritte Runde    | 130.000 €   | 22.000 €  | 4.750 €   |
| Zweite Runde    | 79.000 €    | 11.000 €  |           |
| Erste Runde     | 40.000 €    |           |           |
| Q3              | 21.000 €    |           |           |
| Q2              | 11.000 €    |           |           |
| Q1              | 6.000 €     |           |           |

* pro Team; Q = Qualifikationsrunde

## Absagen
Folgende Topspieler konnten aus unterschiedlichen Gründen nicht an dem Turnier teilnehmen:
- Roger Federer – lässt Sandplatzsaison aus[2]
- Chung Hyeon – Knöchelverletzung[3]
- Filip Krajinović – Beinverletzung[4]
- Agnieszka Radwańska – Rückenverletzung[5]
- Milos Raonic – Knieverletzung[6]
- Andrei Rubljow – Rückenverletzung[4]
- Jo-Wilfried Tsonga – Meniskusverletzung[7]

## Herreneinzel
Setzliste
| Nr. | Spieler               | Erreichte Runde |
| --- | --------------------- | --------------- |
| 01. | Rafael Nadal          | Sieg            |
| 02. | Alexander Zverev      | Viertelfinale   |
| 03. | Marin Čilić           | Viertelfinale   |
| 04. | Grigor Dimitrow       | 3. Runde        |
| 05. | Juan Martín del Potro | Halbfinale      |
| 06. | Kevin Anderson        | Achtelfinale    |
| 07. | Dominic Thiem         | Finale          |
| 08. | David Goffin          | Achtelfinale    |
| 09. | John Isner            | Achtelfinale    |
| 10. | Pablo Carreño Busta   | 3. Runde        |
| 11. | Diego Schwartzman     | Viertelfinale   |
| 12. | Sam Querrey           | 2. Runde        |
| 13. | Roberto Bautista Agut | 3. Runde        |
| 14. | Jack Sock             | 1. Runde        |
| 15. | Lucas Pouille         | 3. Runde        |
| 16. | Kyle Edmund           | 3. Runde        |

| Nr. | Spieler               | Erreichte Runde |
| --- | --------------------- | --------------- |
| 17. | Tomáš Berdych         | 1. Runde        |
| 18. | Fabio Fognini         | Achtelfinale    |
| 19. | Kei Nishikori         | Achtelfinale    |
| 20. | Novak Đoković         | Viertelfinale   |
| 21. | Nick Kyrgios          | Rückzug         |
| 22. | Philipp Kohlschreiber | 1. Runde        |
| 23. | Stan Wawrinka         | 1. Runde        |
| 24. | Denis Shapovalov      | 2. Runde        |
| 25. | Adrian Mannarino      | 1. Runde        |
| 26. | Damir Džumhur         | 3. Runde        |
| 27. | Richard Gasquet       | 3. Runde        |
| 28. | Feliciano López       | 1. Runde        |
| 29. | Gilles Müller         | 1. Runde        |
| 30. | Fernando Verdasco     | Achtelfinale    |
| 31. | Albert Ramos Viñolas  | 3. Runde        |
| 32. | Gaël Monfils          | 3. Runde        |

## Dameneinzel
Setzliste
| Nr. | Spielerin          | Erreichte Runde |
| --- | ------------------ | --------------- |
| 01. | Simona Halep       | Sieg            |
| 02. | Caroline Wozniacki | Achtelfinale    |
| 03. | Garbiñe Muguruza   | Halbfinale      |
| 04. | Elina Switolina    | 3. Runde        |
| 05. | Jeļena Ostapenko   | 1. Runde        |
| 06. | Karolína Plíšková  | 3. Runde        |
| 07. | Caroline Garcia    | Achtelfinale    |
| 08. | Petra Kvitová      | 3. Runde        |
| 09. | Venus Williams     | 1. Runde        |
| 10. | Sloane Stephens    | Finale          |
| 11. | Julia Görges       | 3. Runde        |
| 12. | Angelique Kerber   | Viertelfinale   |
| 13. | Madison Keys       | Halbfinale      |
| 14. | Darja Kassatkina   | Viertelfinale   |
| 15. | Coco Vandeweghe    | 2. Runde        |
| 16. | Elise Mertens      | Achtelfinale    |

| Nr. | Spielerin                    | Erreichte Runde |
| --- | ---------------------------- | --------------- |
| 17. | Ashleigh Barty               | 2. Runde        |
| 18. | Kiki Bertens                 | 3. Runde        |
| 19. | Magdaléna Rybáriková         | 3. Runde        |
| 20. | Anastasija Sevastova         | 1. Runde        |
| 21. | Naomi Ōsaka                  | 3. Runde        |
| 22. | Johanna Konta                | 1. Runde        |
| 23. | Carla Suárez Navarro         | 2. Runde        |
| 24. | Daria Gavrilova              | 3. Runde        |
| 25. | Anett Kontaveit              | Achtelfinale    |
| 26. | Barbora Strýcová             | Achtelfinale    |
| 27. | Zhang Shuai                  | 2. Runde        |
| 28. | Marija Scharapowa            | Viertelfinale   |
| 29. | Kristina Mladenovic          | 1. Runde        |
| 30. | Anastassija Pawljutschenkowa | 2. Runde        |
| 31. | Mihaela Buzărnescu           | Achtelfinale    |
| 32. | Alizé Cornet                 | 2. Runde        |

## Herrendoppel
Setzliste
| Nr. | Paarung                                | Erreichte Runde |
| --- | -------------------------------------- | --------------- |
| 01. | Łukasz Kubot Marcelo Melo              | Achtelfinale    |
| 02. | Oliver Marach Mate Pavić               | Finale          |
| 03. | Henri Kontinen John Peers              | Viertelfinale   |
| 04. | Jamie Murray Bruno Soares              | 2. Runde        |
| 05. | Juan Sebastián Cabal Robert Farah      | Viertelfinale   |
| 06. | Pierre-Hugues Herbert Nicolas Mahut    | Sieg            |
| 07. | Aisam-ul-Haq Qureshi Jean-Julien Rojer | 1. Runde        |
| 08. | Nikola Mektić Alexander Peya           | Halbfinale      |

| Nr. | Paarung                              | Erreichte Runde |
| --- | ------------------------------------ | --------------- |
| 09. | Ivan Dodig Rajeev Ram                | 2. Runde        |
| 10. | Raven Klaasen Michael Venus          | Achtelfinale    |
| 11. | Pablo Cuevas Marcel Granollers       | 2. Runde        |
| 12. | Feliciano López Marc López           | Halbfinale      |
| 13. | Rohan Bopanna Édouard Roger-Vasselin | Viertelfinale   |
| 14. | Ben McLachlan Jan-Lennard Struff     | 1. Runde        |
| 15. | Julio Peralta Horacio Zeballos       | 2. Runde        |
| 16. | Mike Bryan Sam Querrey               | 1. Runde        |

## Damendoppel
Setzliste
| Nr. | Paarung                                    | Erreichte Runde |
| --- | ------------------------------------------ | --------------- |
| 01. | Tímea Babos Kristina Mladenovic            | Viertelfinale   |
| 02. | Andrea Sestini Hlaváčková Barbora Strýcová | Halbfinale      |
| 03. | Andreja Klepač María José Martínez Sánchez | Viertelfinale   |
| 04. | Latisha Chan Bethanie Mattek-Sands         | 2. Runde        |
| 05. | Gabriela Dabrowski Xu Yifan                | Achtelfinale    |
| 06. | Barbora Krejčíková Kateřina Siniaková      | Sieg            |
| 07. | Ashleigh Barty Coco Vandeweghe             | 1. Runde        |
| 08. | Chan Hao-ching Yang Zhaoxuan               | Halbfinale      |

| Nr. | Paarung                               | Erreichte Runde |
| --- | ------------------------------------- | --------------- |
| 09. | Kiki Bertens Johanna Larsson          | Achtelfinale    |
| 10. | Jeļena Ostapenko Jelena Wesnina       | 1. Runde        |
| 11. | Raquel Atawo Anna-Lena Grönefeld      | 2. Runde        |
| 12. | Elise Mertens Demi Schuurs            | 1. Runde        |
| 13. | Nicole Melichar Květa Peschke         | Achtelfinale    |
| 14. | Shūko Aoyama Miyu Katō                | 1. Runde        |
| 15. | Alicja Rosolska Abigail Spears        | 1. Runde        |
| 16. | Nadija Kitschenok Anastasia Rodionova | 2. Runde        |

## Mixed
Setzliste
| Nr. | Paarung                         | Erreichte Runde |
| --- | ------------------------------- | --------------- |
| 01. | Gabriela Dabrowski Mate Pavić   | Finale          |
| 02. | Latisha Chan Ivan Dodig         | Sieg            |
| 03. | Xu Yifan Oliver Marach          | Achtelfinale    |
| 04. | Kateřina Siniaková Jamie Murray | 1. Runde        |

| Nr. | Paarung                          | Erreichte Runde |
| --- | -------------------------------- | --------------- |
| 05. | Andreja Klepač Jean-Julien Rojer | Achtelfinale    |
| 06. | Chan Hao-ching Michael Venus     | 1. Runde        |
| 07. | Tímea Babos Rohan Bopanna        | 1. Runde        |
| 08. | Anna-Lena Grönefeld Robert Farah | Halbfinale      |

## Junioreneinzel
Setzliste
| Nr. | Spieler             | Erreichte Runde |
| --- | ------------------- | --------------- |
| 01. | Sebastián Báez      | Finale          |
| 02. | Sebastian Korda     | Halbfinale      |
| 03. | Rudi Molleker       | 1. Runde        |
| 04. | Tseng Chun-hsin     | Sieg            |
| 05. | Hugo Gaston         | 1. Runde        |
| 06. | Timofei Skatow      | Achtelfinale    |
| 07. | Adrian Andreew      | Achtelfinale    |
| 08. | Thiago Seyboth Wild | Halbfinale      |

| Nr. | Spieler               | Erreichte Runde |
| --- | --------------------- | --------------- |
| 09. | Nicolás Mejía         | Viertelfinale   |
| 10. | Dalibor Svrčina       | 1. Runde        |
| 11. | Tristan Boyer         | Achtelfinale    |
| 12. | Clément Tabur         | 1. Runde        |
| 13. | Aidan McHugh          | 1. Runde        |
| 14. | Juan Manuel Cerúndolo | 1. Runde        |
| 15. | Facundo Díaz Acosta   | 1. Runde        |
| 16. | Drew Baird            | 1. Runde        |

## Juniorinneneinzel
Setzliste
| Nr. | Spielerin                   | Erreichte Runde |
| --- | --------------------------- | --------------- |
| 01. | Liang En-shuo               | Achtelfinale    |
| 02. | Wang Xinyu                  | Achtelfinale    |
| 03. | María Camila Osorio Serrano | Achtelfinale    |
| 04. | Alexa Noel                  | 1. Runde        |
| 05. | Clara Tauson                | Achtelfinale    |
| 06. | Eléonora Molinaro           | Viertelfinale   |
| 07. | Naho Satō                   | 1. Runde        |
| 08. | Wang Xiyu                   | Viertelfinale   |

| Nr. | Spielerin              | Erreichte Runde |
| --- | ---------------------- | --------------- |
| 09. | Elisabetta Cocciaretto | Achtelfinale    |
| 10. | Yūki Naitō             | Viertelfinale   |
| 11. | Zheng Qinwen           | Achtelfinale    |
| 12. | María Lourdes Carlé    | Achtelfinale    |
| 13. | Clara Burel            | Achtelfinale    |
| 14. | Lulu Sun               | 2. Runde        |
| 15. | Leylah Annie Fernandez | Halbfinale      |
| 16. | Cori Gauff             | Sieg            |

## Juniorendoppel
Setzliste
| Nr. | Paarung                            | Erreichte Runde |
| --- | ---------------------------------- | --------------- |
| 01. | Sebastián Báez Thiago Seyboth Wild | Halbfinale      |
| 02. | Hugo Gaston Clément Tabur          | Halbfinale      |
| 03. | Aidan McHugh Timofei Skatow        | Achtelfinale    |
| 04. | Drew Baird Nicolás Mejía           | Achtelfinale    |

| Nr. | Paarung                         | Erreichte Runde |
| --- | ------------------------------- | --------------- |
| 05. | Ray Ho Tseng Chun-hsin          | Finale          |
| 06. | Andrew Fenty Park Ui-sung       | Achtelfinale    |
| 07. | Nick Hardt Filip Cristian Jianu | 1. Runde        |
| 08. | Jonáš Forejtek Dalibor Svrčina  | Achtelfinale    |

## Juniorinnendoppel
Setzliste
| Nr. | Paarung                               | Erreichte Runde |
| --- | ------------------------------------- | --------------- |
| 01. | Eléonora Molinaro Clara Tauson        | Halbfinale      |
| 02. | María Camila Osorio Serrano Wang Xiyu | Achtelfinale    |
| 03. | Yūki Naitō Naho Satō                  | Finale          |
| 04. | Joanna Garland Liang En-shuo          | 1. Runde        |

| Nr. | Paarung                             | Erreichte Runde |
| --- | ----------------------------------- | --------------- |
| 05. | Elisabetta Cocciaretto Nika Radišić | 1. Runde        |
| 06. | María Lourdes Carlé Cori Gauff      | Viertelfinale   |
| 07. | Ana Makazaria Alexa Noel            | Viertelfinale   |
| 08. | Clara Burel Yasmine Mansouri        | Achtelfinale    |

## Herreneinzel-Rollstuhl
Setzliste
| Nr. | Spieler           | Erreichte Runde |
| --- | ----------------- | --------------- |
| 01. | Alfie Hewett      | 1. Runde        |
| 02. | Gustavo Fernández | Finale          |

## Dameneinzel-Rollstuhl
Setzliste
| Nr. | Spielerin      | Erreichte Runde |
| --- | -------------- | --------------- |
| 01. | Yui Kamiji     | Sieg            |
| 02. | Diede de Groot | Finale          |

## Herrendoppel-Rollstuhl
Setzliste
| Nr. | Paarung                        | Erreichte Runde |
| --- | ------------------------------ | --------------- |
| 01. | Stéphane Houdet Nicolas Peifer | Sieg            |
| 02. | Alfie Hewett Gordon Reid       | Halbfinale      |

## Damendoppel-Rollstuhl
Setzliste
| Nr. | Paarung                       | Erreichte Runde |
| --- | ----------------------------- | --------------- |
| 01. | Marjolein Buis Yui Kamiji     | Finale          |
| 02. | Diede de Groot Aniek van Koot | Sieg            |